# Filtre lineal
Un filtre lineal és aquell filtre electrònic que aplica un operador lineal a un senyal variable en el temps. Són usats àmpliament en processament de senyals. Una de les seves aplicacions més freqüents és l'eliminació de freqüències no desitjades d'un determinat senyal d'entrada o, al contrari, discriminar una determinada freqüència de les altres.
La teoria matemàtica empleada per al disseny de filtres és independent de la naturalesa elèctrica, electrònica o mecànica del filtre, així com del rang de freqüències en el qual es vagi a treballar. No obstant això, la implementació, així com les tecnologies necessàries per a la seva fabricació varien.

## Classificació per funció de transferència

### Resposta en amplitud
Els filtres lineals poden dividir-se en dues classes: filtres de resposta infinita (IIR, de l'anglès infinite impulse response) i filtres de resposta finita (FIR, de l'anglès finite impulse response):
- Els filtres FIR (que només pot ser implementats en temps discret) poden ser descrits com una suma ponderada d'entrades amb un determinat retard. Per a aquests filtres, si l'entrada en un determinat instant és zero, la sortida serà zero a partir d'un instant posterior als retards induïts pel filtre. D'aquesta manera, només existirà resposta per un temps finit.

- Els filtres IIR, per contra, poden presentar sortida encara que l'entrada sigui zero, si les condicions inicials són diferents de zero. L'energia del filtre decaurà amb el temps, però no arribarà a ser nul·la. Per punt, la resposta a l'impuls s'estén infinitament.

Fins a la dècada de 1970, només era possible construir filtres IIR. Generalment, la distinció entre fitres FIR i IIR, s'aplica únicament en el domini del temps discret.

### Resposta en freqüència

Resposta en freqüència de diferents tipus de fitros IIR: Butterworth, Chebyshev i el·líptic. Tots ells són filtres de pas baix d'ordre cinc

Hi ha diversos tipus de filtres lineals pel que fa a la seva resposta en freqüència:
- Filtre passabaix: permet el pas de freqüències baixes.
- Filtre passaalt: permet el pas de freqüències alt.
- Filtre passabanda: permet el pas d'un rang intermedi de freqüències.
- Filtre de banda eliminada: bloqueja el pas d'un rang intermedi de freqüències.
- Filtre passo tot: permet el pas de totes les freqüències, podent modificar la seva fase.